# Các đoàn tàu Holocaust

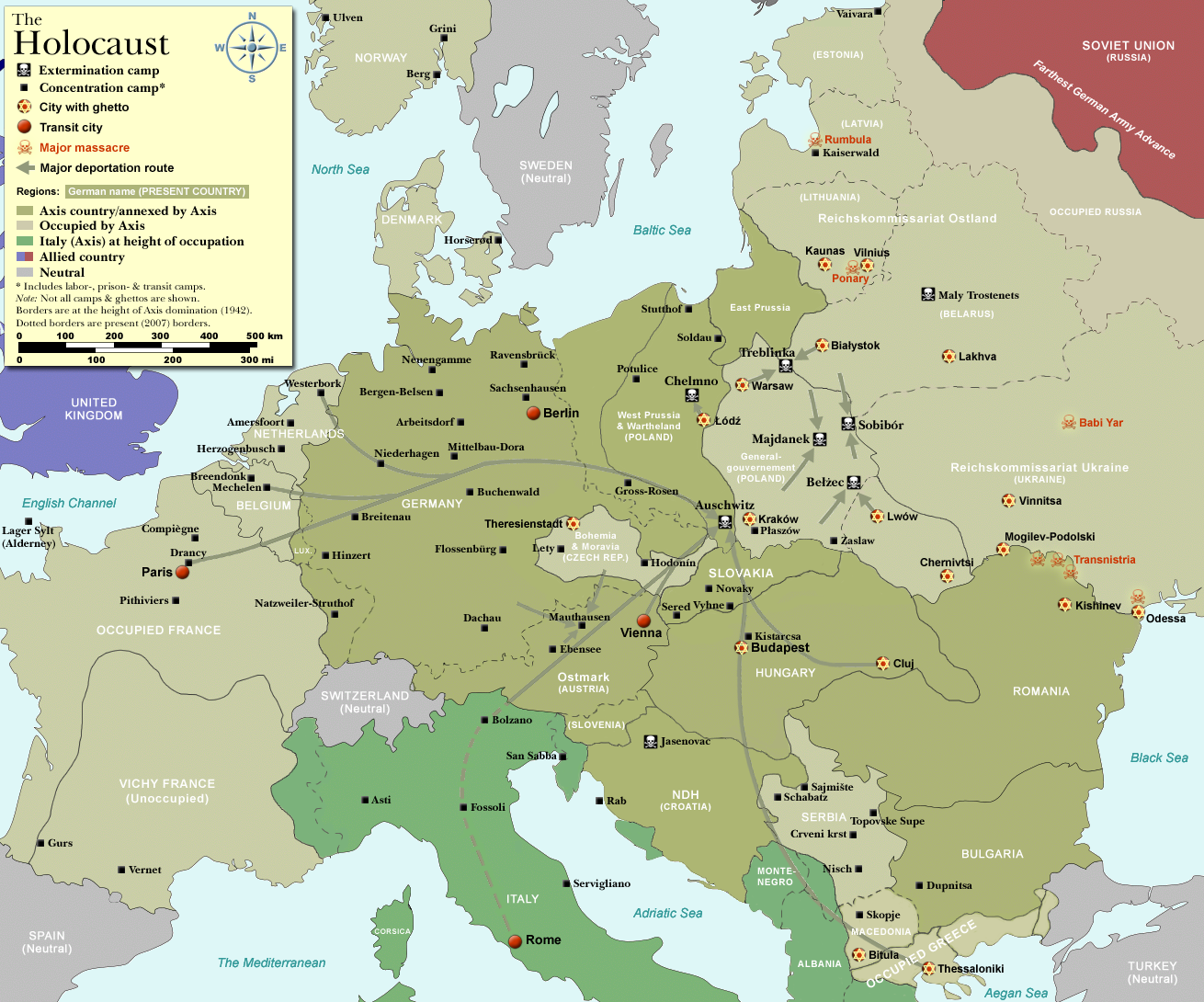
Bản đồ chung của các tuyến đường vận chuyển người và các trại tập trung

Các đoàn tàu Holocaust là các phương tiện vận chuyển đường sắt do hệ thống đường sắt quốc gia Deutsche Reichsbahn điều hành dưới sự kiểm soát của Đức Quốc xã và các đồng minh của nó, với mục đích buộc trục xuất người Do Thái, cũng như các nạn nhân khác của Holocaust, đến các trại tập trung của Đức Quốc xã, lao động cưỡng bức, và tới các trại hủy diệt.
Việc tiêu diệt những người bị nhắm đến trong "Giải pháp cuối cùng" phụ thuộc vào hai yếu tố: khả năng của các trại tử thần để giết hàng loạt các nạn nhân bằng hơi ngạt và nhanh chóng vứt xác họ, cũng như khả năng của các tuyến đường sắt để vận chuyển các nạn nhân từ các khu ghetto của Đức Quốc xã tới các trại hủy diệt. Những con số chính xác hiện đại nhất về quy mô của "Giải pháp cuối cùng" vẫn phụ thuộc một phần vào hồ sơ vận chuyển của đường sắt Đức.

## Trước chiến tranh
Vụ trục xuất hàng loạt người Do Thái đầu tiên từ Đức Quốc xã, Polenaktion, xảy ra vào tháng 10 năm 1938. Đó là sự trục xuất cưỡng bức của người Do Thái Đức với quyền công dân Ba Lan được thúc đẩy bởi Kristallnacht. Khoảng 30.000 người Do Thái đã được làm tròn và gửi qua đường sắt đến các trại tị nạn.

## Vai trò của đường sắt trong Giải pháp cuối cùng

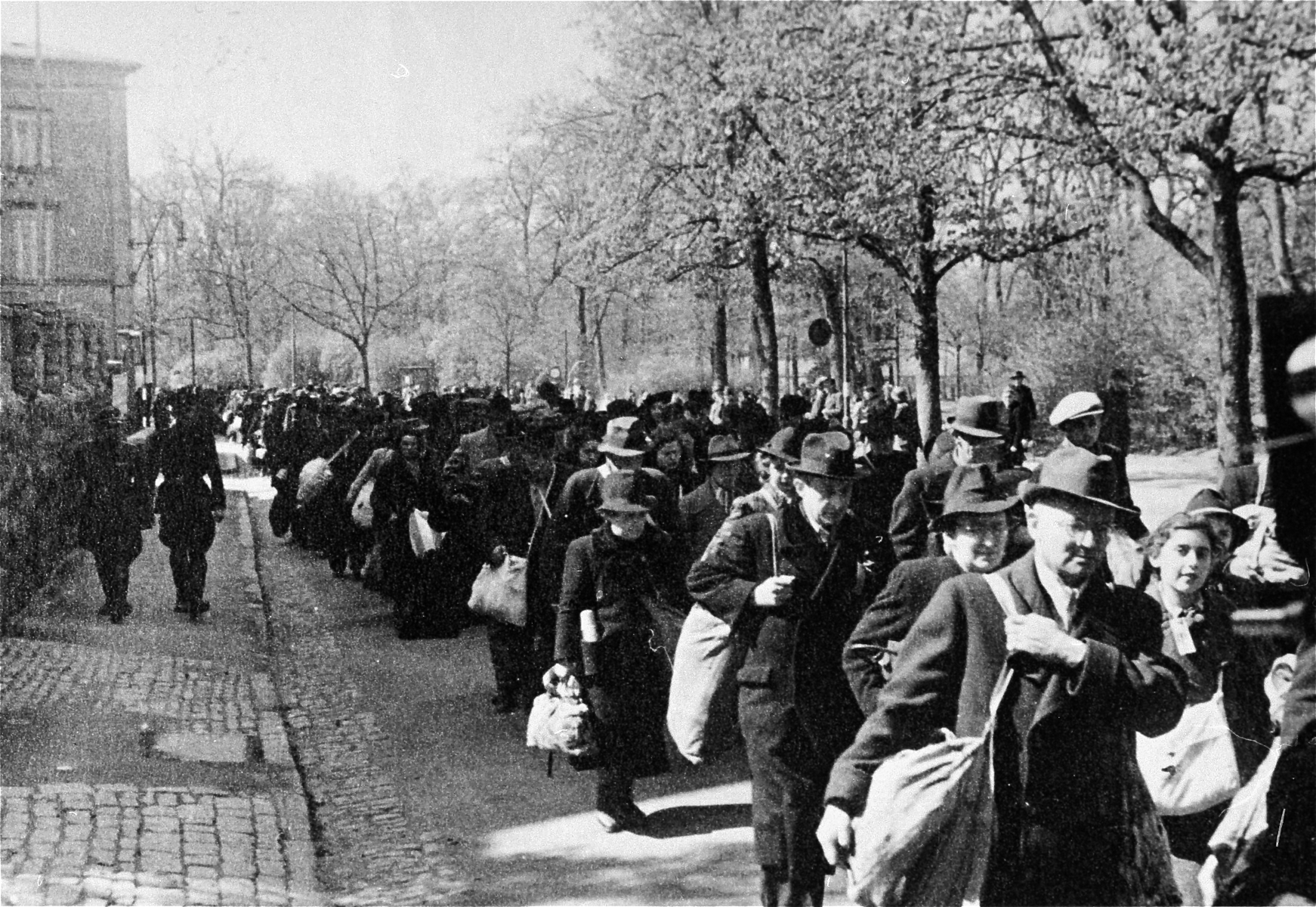
Người Do Thái bị trục xuất khỏi Wurzburg, ngày 25 tháng 4 năm 1942. Trục xuất xảy ra ở nơi công cộng và được chứng kiến bởi nhiều người Đức.

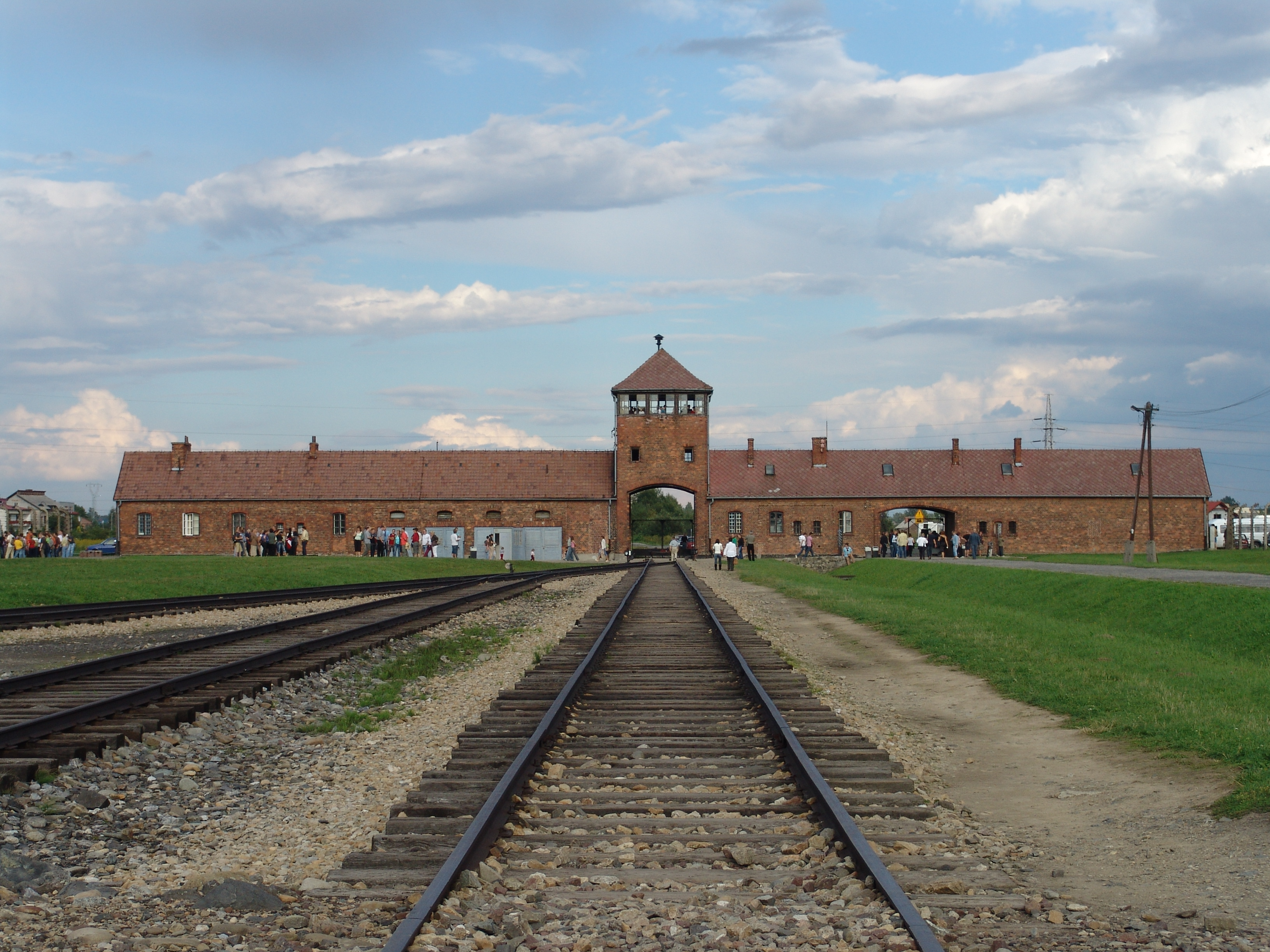
"Cổng tử thần" khét tiếng tại Auschwitz-Birkenau được xây dựng vào năm 1943.

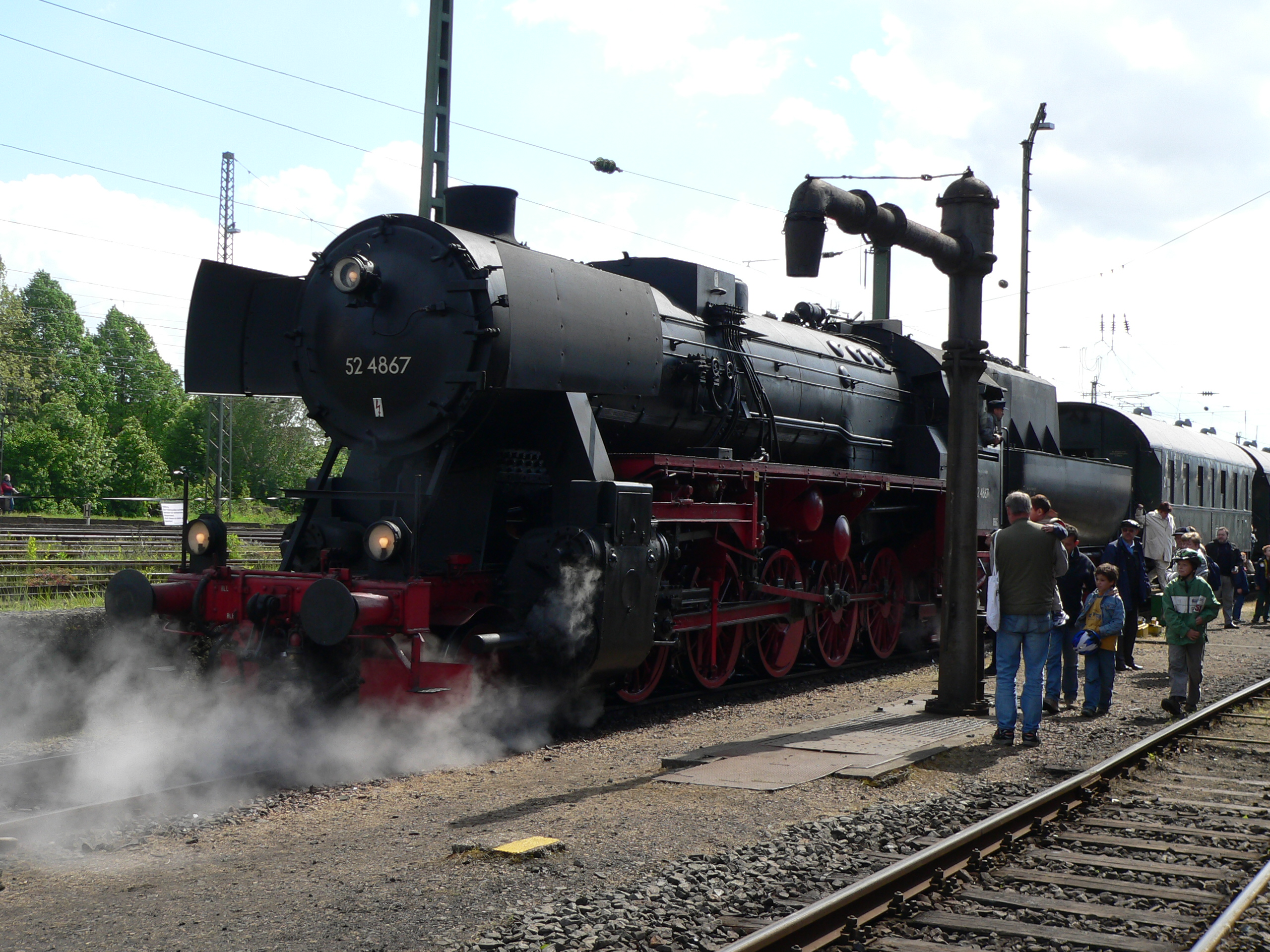
Đầu máy hơi nước DRB Class 52 do Đức sản xuất được Deutsche Reichsbahn sử dụng trong Thế chiến II. Các thành viên của lớp đầu máy này đã được sử dụng trong Holocaust.

Trong các giai đoạn khác nhau của Holocaust, các đoàn tàu được sử dụng khác nhau. Lúc đầu, chúng được sử dụng để tập trung dân số Do Thái trong ghettos, và thường để vận chuyển chúng đến lao động cưỡng bức và trại tập trung của Đức cho mục đích khai thác kinh tế. Năm 1939, vì lý do hậu cần, các cộng đồng Do Thái ở các khu định cư không có tuyến đường sắt ở Ba Lan bị chiếm đóng đã bị giải thể. Đến cuối năm 1941, khoảng 3,5 triệu người Do Thái Ba Lan đã bị SS tách biệt và ghetto trong một hành động trục xuất lớn liên quan đến việc sử dụng tàu chở hàng. Những khu ổ chuột vĩnh viễn có kết nối đường sắt trực tiếp, bởi vì viện trợ lương thực (do người Do Thái tự trả tiền) hoàn toàn phụ thuộc vào SS, tương tự như tất cả các trại lao động mới được xây dựng. Người Do Thái bị cấm nướng bánh mì một cách hợp pháp. Họ đã bị phong tỏa khỏi công chúng trong hàng trăm hòn đảo nhà tù ảo gọi là Jüdische Wohnbezirke hoặc Wohngebiete der Juden. Tuy nhiên, hệ thống mới này không bền vững. Đến cuối năm 1941, hầu hết những người Do Thái bị đưa vào các khu ghetto không còn tiền tiết kiệm để trả SS cho việc giao hàng thực phẩm số lượng lớn. Vấn đề đã được giải quyết tại hội nghị Wannsee ngày 20 tháng 1 năm 1942 gần Berlin, nơi "Giải pháp cuối cùng cho câu hỏi của người Do Thái" (die Endlösung der Judenfrage) được đặt ra. Đó là một uyển ngữ đề cập đến kế hoạch của Đức Quốc xã về sự hủy diệt của người Do Thái.
Trong quá trình thanh lý các khu ghetto bắt đầu từ năm 1942, các đoàn tàu đã được sử dụng để vận chuyển dân cư bị kết án đến các trại tử thần. Để thực hiện "Giải pháp cuối cùng", Đức quốc xã đã biến Deutsche Reichsbahn thành một yếu tố không thể thiếu của cỗ máy hủy diệt hàng loạt, nhà sử học Raul Hilberg viết. Mặc dù các chuyến tàu tù nhân đã lấy đi không gian theo dõi có giá trị, chúng cho phép quy mô lớn và rút ngắn thời gian mà việc tiêu diệt cần phải diễn ra. Bản chất hoàn toàn khép kín của các toa xe gia súc bị khóa và không có cửa sổ làm giảm đáng kể số lượng và kỹ năng của quân đội cần thiết để vận chuyển người Do Thái bị kết án đến các điểm đến của họ. Việc sử dụng đường sắt cho phép Đức quốc xã nói dối về "chương trình tái định cư", đồng thời, xây dựng và vận hành các cơ sở giết người dùng hơi ngạt hiệu quả hơn, vốn cần có sự giám sát hạn chế.
Đức quốc xã đã ngụy trang "Giải pháp cuối cùng" của họ với cái tên là " tái định cư về phía đông ". Các nạn nhân được cho biết họ đang bị đưa đến các trại lao động ở Reichskommissariat Ukraine. Trong thực tế, từ năm 1942 trở đi, đối với hầu hết người Do Thái, việc di chuyển chỉ có nghĩa là cái chết tại Bełżec, Chełmno, Sobibór, Majdanek, Treblinka hoặc Auschwitz-Birkenau. Một số chuyến tàu đã vận chuyển hàng hóa đến mặt trận phía Đông, khi chuyến tàu trở về đã mang theo người tới các trại hủy diệt. Kế hoạch đã được thực hiện trong bí mật tối đa. Vào cuối năm 1942, trong một cuộc trò chuyện qua điện thoại, thư ký riêng của Hitler, Martin Bormann, đã cảnh cáo Heinrich Himmler, người đã thông báo cho ông khoảng 50.000 người Do Thái đã bị tiêu diệt trong một trại tập trung ở Ba Lan. "Họ không bị tiêu diệt - Bormann hét lên - chỉ bị sơ tán, sơ tán, sơ tán!", Và sau đó dập điện thoại, Englarberg viết.
Sau Hội nghị Wannsee năm 1942, Đức quốc xã bắt đầu giết người Do Thái với số lượng lớn tại các trại tử thần mới được xây dựng của Chiến dịch Reinhard. Kể từ năm 1941, Einsatzgruppen, đội tiêu diệt di động, đã tiến hành các vụ bắn giết hàng loạt người Do Thái ở Đông Âu. Người Do Thái ở Tây Âu hoặc bị trục xuất đến ghettos đã bị tiêu diệt trong các vụ giết người hàng loạt, chẳng hạn như vụ thảm sát Rumbula của cư dân ở Riga Ghetto, hoặc được gửi trực tiếp đến Treblinka, Belzec và Sobibór, các trại hủy diệt được xây dựng vào mùa xuân và mùa hè năm 1942.. Các buồng hơi ngạt của Auschwitz II Birkenau bắt đầu hoạt động vào tháng 3. Trại tử thần cuối cùng, Majdanek, bắt đầu vận hành các buồng hơi ngạt vào cuối năm 1942.  
Tại Wannsee, SS ước tính rằng "Giải pháp cuối cùng" cuối cùng có thể xóa sổ tới 11 triệu người Do Thái ở châu Âu; Các nhà hoạch định của Đức Quốc xã đã hình dung sự tiêu diệt người Do Thái sống ở các quốc gia trung lập và không chiếm đóng như Ireland, Thụy Điển, Thổ Nhĩ Kỳ và Vương quốc Anh. Các vụ trục xuất ở quy mô này đòi hỏi sự phối hợp của nhiều bộ của chính phủ Đức và các tổ chức nhà nước, bao gồm Văn phòng An ninh Chính Reich (RSHA), Bộ Giao thông Vận tải Reich và Bộ Ngoại giao Reich. RSHA phối hợp và chỉ đạo các vụ trục xuất; Bộ Giao thông vận tải tổ chức lịch trình đào tạo; và Bộ Ngoại giao đã đàm phán với các quốc gia đồng minh của Đức và đường sắt của họ về việc "xử lý" người Do Thái của chính họ.

## Hành trình và điểm đến
Những chuyến tàu đầu tiên với người Do Thái Đức bị trục xuất đến các khu ghetto ở Ba Lan bị chiếm đóng bắt đầu khởi hành từ miền trung nước Đức vào ngày 16 tháng 10 năm 1941. Được gọi là Sonderzüge (các đoàn tàu đặc biệt), các đoàn tàu này có mức độ ưu tiên thấp nhất và sẽ chỉ đi vào tuyến chính sau khi tất cả các phương tiện vận chuyển khác đi qua, chắc chắn kéo dài thời gian vận chuyển ngoài mong đợi.
Các đoàn tàu bao gồm các bộ toa xe khách hạng ba, nhưng chủ yếu là xe chở hàng hoặc xe chở gia súc hoặc cả hai; cái sau chứa tới 150 người bị trục xuất, mặc dù 50 là con số theo quy định của SS. Không có thức ăn hoặc nước được cung cấp. Các boxcars Güterwagen chỉ được trang bị một nhà xí có xô dội nước. Một cửa sổ có rào chắn nhỏ cung cấp thông gió bất thường, đôi khi dẫn đến nhiều trường hợp tử vong do nghẹt thở hoặc tiếp xúc với các khí độc.
Đôi khi, người Đức không có đủ toa xe sẵn sàng để bắt đầu một chuyến hàng lớn chở người Do Thái đến các trại, vì vậy các nạn nhân đã bị nhốt bên trong qua đêm tại các bãi trung gian. Các đoàn tàu Holocaust cũng chờ tàu quân sự đi qua. Một lần vận chuyển trung bình mất khoảng bốn ngày. Lần vận chuyển dài nhất của cuộc chiến, từ Corfu, mất 18 ngày. Khi tàu đến trại và cửa toa được mở, tất cả mọi người đều đã chết.  

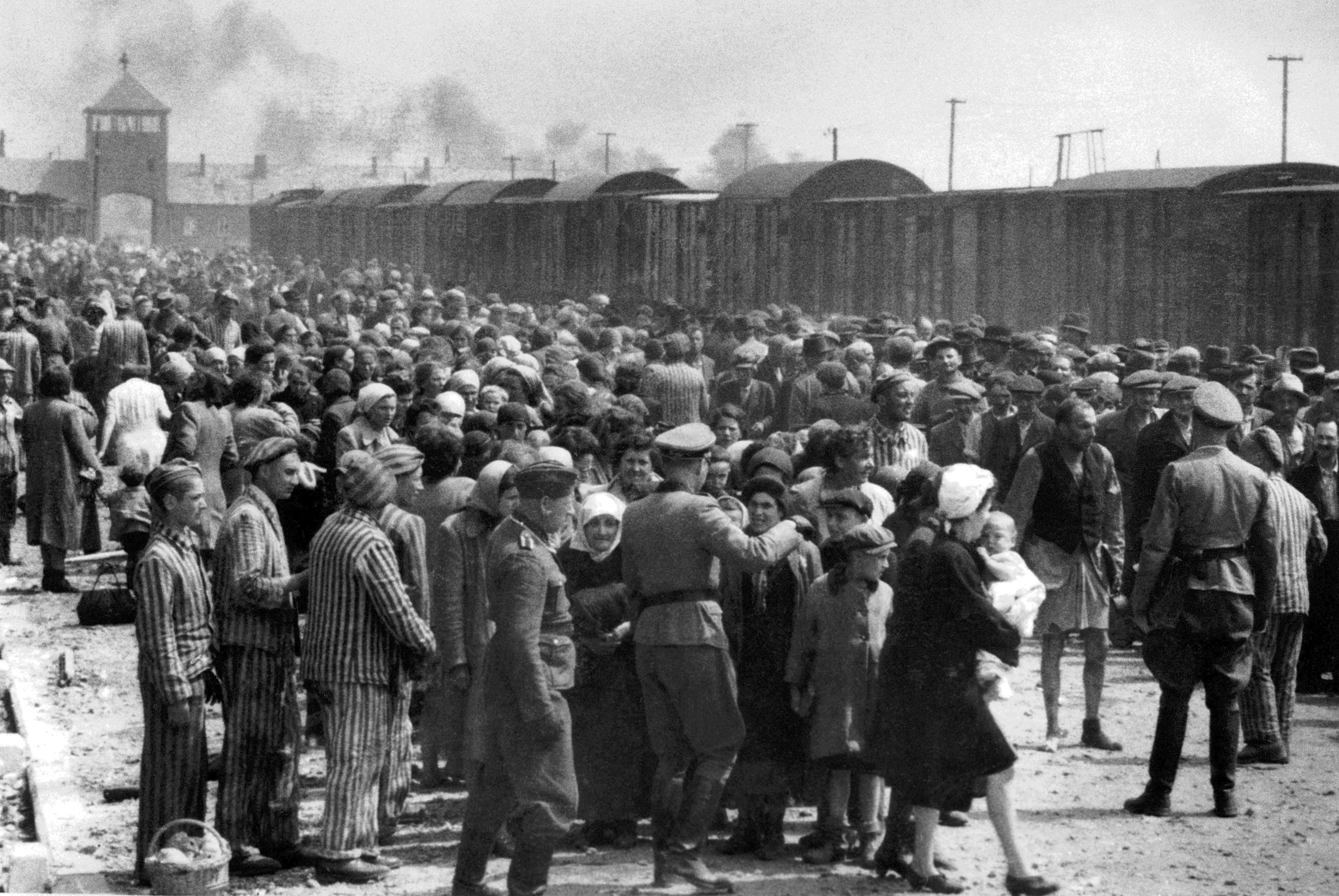
Người Do Thái từ Carpatho-Ruthenia được "chọn" trên Judenrampe, tháng 5 năm 1944. Được chọn sang bên phải có nghĩa là còn sống để lao động nô lệ; Bên trái, sẽ đi thẳng tới các buồng hơi ngạt.

SS đã xây dựng ba trại hủy diệt ở Ba Lan bị chiếm đóng đặc biệt cho Chiến dịch Reinhard: Bełżec, Sobibór và Treblinka. Chúng được trang bị các thiết bị giết người hàng loạt giống hệt nhau được ngụy trang thành phòng tắm chung. Ngoài ra, các buồng hơi ngạt được xây vào năm 1942 tại trại tập trung Majdanek, và tại Auschwitz II-Birkenau. Tại Liên Xô do Đức chiếm đóng, tại trại hủy diệt Maly Trostinets, việc xả súng được sử dụng để giết nạn nhân trong rừng. Tại Chelmno, các nạn nhân đã bị giết trong các xe hơi ngạt, có ống xả được chuyển hướng vào các khoang kín ở phía sau xe. Chúng cũng được sử dụng tại Trostinets. Cả hai trại này đều có kết nối đường sắt quốc tế; do đó, các đoàn tàu dừng lại ở Łódź Ghetto và Minsk Ghetto gần đó. Từ đó, các tù nhân bị xe tải đưa đi. Tại Treblinka, Belzec và Sobibor, cơ chế giết người bao gồm một động cơ đốt trong lớn cung cấp khói thải cho các buồng hơi ngạt thông qua các đường ống. Tại Auschwitz và Majdanek, các buồng hơi ngạt dùng các viên hydro xyanua Zyklon B, đổ qua các lỗ thông hơi trên mái nhà từ các lon được gắn kín.
Sau khi ra khỏi tàu vận tải, các tù nhân được phân chia theo thể loại. Người già, người trẻ, người bệnh và bệnh tật đôi khi được tách ra để giết chết ngay lập tức bằng cách dùng súng bắn, trong khi phần còn lại được chuẩn bị xếp hàng đi vào các buồng hơi ngạt. Trong một ngày làm việc 14 giờ, 12.000 đến 15.000  người sẽ bị giết tại bất kỳ một trong những trại này. Công suất của lò hỏa táng tại Birkenau là 20.000 xác mỗi ngày.

## Sách tham khảo
- Dawidowicz, Lucy S. (1986). The War Against the Jews, 1933–1945. New York: Free Press. ISBN 978-0-02-908030-6.
- Hilberg, Raul (2003). The Destruction of the European Jews. New Haven, Conn.: Yale University Press. ISBN 978-0-300-09557-9.
- Kranzler, David (2000). The Man who Stopped the Trains to Auschwitz: George Mantello, El Salvador, and Switzerland's Finest Hour. Syracuse, N.Y.: Syracuse University Press. ISBN 978-0-8156-2873-6. Winner of the 1998 Egit Prize (Histadrut) for the Best Manuscript on the Holocaust.
- Gurdus, Luba Krugman (1978). The Death Train: A Personal Account of a Holocaust Survivor. New York: National Council on Art in Jewish Life. ISBN 978-0-89604-005-2.
- Hedi Enghelberg (1997). "The Trains of the Holocaust". Enghelberg.com, revised.